# Oblak
Oblák je pojav v Zemljinem ozračju, v katerem so zgoščeni vodni hlapi ali kristalčki ledu, premera manj kot 0,01 mm. Podoben pojav v nižjih plasteh se imenuje megla.
Tudi drugi planeti z lastno atmosfero imajo lahko oblake. Na Veneri so oblaki žveplenih par, Mars ima vodne oblake, Jupiter in Saturn imata amonijeve oblake, Uran in Neptun pa predvsem oblake iz metanovih par.

## Etimologija
Stara cerkvena slovanščina uporablja enak izraz, tj. oblakъ. V praslovanščini je beseda ȍb(v)olkъ izpeljana iz ob(v)elt'i̋, kar pomeni »obleči« oziroma »prevleči se«. Beseda ob(v)elt'i̋  je sestavljenka iz ob »ob« in velt'i̋ »vleči«. Beseda naj bi prvotno pomenila »s čimer se (nebo) prevleče, obleče« .

## Nastanek oblakov
Za nastanek oblakov je potrebna vlaga in dvižni mehanizem. Poznamo tri glavne vzroke za dviganje:
- Termična konvekcija – dviganje zraka zaradi pregrevanja nad toplim površjem
- Orografija (topografija) – dviganje zraka ob gorskih ovirah
- Fronta – dviganje oziroma narivanje toplega zraka nad hladen zrak v obliki klina

Pri vsakem od naštetih oblik dviganja se pojavijo oblaki značilnih oblik. Oblika nastalega oblaka je odvisna od moči dvigajočega se zraka in zračne stabilnosti. Pri nestabilnih pogojih prevladuje konvekcija, pri kateri nastanejo navpično razviti oblaki. Stabilen zrak ustvari vodoravno enovite oblake. Frontalna dviganja ustvarijo različne oblike oblakov, ki pa so odvisne od vrste fronte. Tudi orografska dviganja ustvarijo različne oblike oblakov, ki pa so odvisne od stabilnosti zraka.
Oblaki nastanejo, ko se vodna para zaradi ohlajanja zraka zgosti na majhnih delcih, ki so vedno v zraku. Vodna para se zgosti v kapljice ali kristalčke, kadar se vlažen zrak ohlaja. Zrak se ohlaja, če se dviga, zato nastajajo oblaki tam, kjer se zrak dviga, in izginevajo tam, kjer se spušča.
Voda ima lahko v običajnem oblaku maso do več milijonov ton. Kakorkoli pa je prostornina oblakov ustrezno velika, gostota mreže vodnih hlapov pa je dovolj majhna, da zračni tokovi pod in znotraj oblaka še lahko obdržijo v zraku majhne kapljice. Kljub temu pa okoliščine v oblaku niso statične: kapljice se nenehno tvorijo in izhlapevajo. Običajen polmer kapljice v oblaku je 1 x 10−5 m in končna hitrost 1 do 2 cm/s. To daje kapljicam dovolj časa, da ponovno izhlapijo med padanjem skozi toplejši zrak pod oblakom.

## Klasifikacija

### Razvrstitev oblakov glede na fizično obliko
Vsak oblak je po obliki edinstven, vsak ima kakšno značilo podrobnost, vendar jih lahko po obliki v ozračju razdelimo v tri kategorije:
- cirusi ali raztrgani oblaki so brez izrazite oblike, pogosto razcefrani, brez izrazitega spodnjega roba in vrha, najpogosteje manjših velikosti.
- stratusi ali plastoviti oblaki so v vodoravni smeri bistveno večji kot v navpični. So v eni ali več plasteh ozračja.
- kumulusi ali kopasti oblaki so v vodoravni in navpični smeri približno enaki ali pa je velikost v navpični smeri celo večja. Imajo izrazito ravno spodnji rob, zgornji rob pa je po obliki podoben kopam, kupolam ali stolpom, razbrazdan podobno kot cvetača.

Tisti oblaki, ki povzročajo padavine, imajo predpono nimbo.

### Družine in klasifikacija v rodove
Po višini razlikujemo tri območja ozračja v katerih nastajajo različne vrste oblakov. Visoki oblaki so ledeni oblaki s temperaturami pod -35 °C v višini od 7 do 13 km. Srednje visoki oblaki iz ledu s temperaturami med -10 in -35 °C so med 2 do 7 km visoko. Najnižje so vodni oblaki s temperaturami od -10 do nad 0 °C, ki so od tal pa do višine 2 km. Višinske meje oblakov niso natančne, ker se oblaki pogosto širijo prek mej. Tako se lahko na primer kumulusi in altostratusi pojavijo više, nimbostratusi se lahko širijo navzgor ali navzdol. Izstopa kumulonimbus (nevihtni oblak), ki lahko seže čez vsa tri področja.

#### Visoki oblaki
Oblaki v tej družini se formirajo na višini 3.000 to 7.600 m v polarnem območju, na 5.000 to 12.200 m v zmernem območju in na 6.100 do 18.300 m v tropskem območju. Vsi oblaki oblike ciro so klasificirani kot visoki in zatorej pripadajo enemu samemu rodu cirus (Ci). Oblaki oblike stratokumulo in strato v tej družini nosijo predpono ciro- in v ta rod prinašajo imena cirokumulus (Cc) in cirostratus (Cs). Strato- je izločen iz cirokumulus v izogib dvojnim predponam. Najvišji oblaki nastanejo kot rezultat naravnih atmosferskih procesov. Vendar kondenzacijska sled, ki jo tvori reaktivno letalo pri velikih hitrostih, lahko obstane in se razširi v oblike podobne cirusom, cirokumulusom ali cirostratusom. Ta različica nima posebne WMO označbe, včasih pa ji dajo ime Aviaticus. Ti oblaki so pri zagovornikih ene izmed teorij zarote pogosto označeni tudi kot tako imenovani chemtrails.

#### Srednji oblaki
Družina srednjih oblakov je tipično sestavljena iz roda oblike stratokumulo in oblike strato. Imajo predpono alto- in v ta rod prinašajo imena altokumulus (Ac) in altostratus (As). Predpona Strato- je izločena iz altokumulus. Ti oblaki se lahko pojavijo od 2.000 m od tal navzgor na katerikoli zemljepisni širini, toda blizu tečajev so lahko na višini 4.000 m, 7.000 m na srednji zemljepisni širini in 7.600 m v tropih.

#### Nizki oblaki
Nizki oblaki se pojavljajo od tal do višine 2.000 m. Ta družina oblakov v glavnem vključuje rod oblakov oblike stratokumulo in strato, medtem ko so oblaki vertikalnega razvoja klasificiranji posebej. Ko se nizek oblak oblike strato dotakne tal, se le-ta imenuje megla, čeprav radiacijski in advekcijski tipi megle ne nastanejo iz plasti stratusa. Tipi rodov v tej družini ali nimajo predpone ali pa se le-ta nanaša na značilnost in ne na višino. Od obeh rodov v tej družini je rod s predpono stratokumulus (Sc), oblak z nizko višino z omejeno konvekcijo; in rod brez predpone je ne-konvektivni stratus (St), ki se običajno oblikuje v razmeroma tanko plast. Majhen oblak lepega vremena cumulus (Cu) z omejeno konvekcijo je prav tako vključen v to družino.

#### Navpični oblaki
Oblaki navpičnega navzgor usmerjenega razvoja imajo bazo na nizki ali srednji višini in se lahko formirajo blizu tal do višine 2,400 m v zmernem območju in pogosto precej višje v sušnih regijah vse do višine tropopavze. Ti oblaki nastajajo zaradi močnih konvektivnih gibanj v ozračju. Ta družina vključuje en rod oblike kumulo in kumulonimbo, in en rod oblike strato. Prvi izmed njih je konvektivni kumulus (Cu), ki nima predpone. Običajno se formira v območju nizkih višin razen v pogojih relativno nizke vlažnosti, ko se baza oblakov lahko povzpne v srednje območje. Druga dva tipa imata predpone, ki niso povezane z višino. Kumulonimbus (Cb) ima predpono glede na svoje konvektivne značilnosti. Nimbostratus (Ns) je ne-konvektivni rod oblike strato, ki se običajno formira iz altostratusa srednjih višin in doseže navpično razširitev  ko se  debeli med padavinami z bazo, ki se pogreza v nižje višinsko ombočje.  Nimbo- predpona pomeni zmožnost proizvajanja precejšne količine dežja ali snega preko širšega območja.
Nekatere metode klasifikacije po višini omejujejo izraz navpičen na navpično navzgor razvijajoče se rodove oblike kumulo in kumulonimbo, katerih navpična plast presega svojo vodoravno širino baze. Navzdol rastoči nimbostratus je lahko tako debel kot večina navzgor rastočih navpičnih kumulusov, toda njegov horizontalni obseg ima tendenco biti še večji. To včasih pripelje do izključitve tega tipa rodu iz družine navpičnih oblakov. Priznani strokovnjaki, ki sledijo temu pristopu običajno umeščajo nimbostratuse ali kot nizke  z namenom označitve njegove normalne višine baze ali kot srednje glede na višinsko območje kjer se običajno formirajo. Včasih je uporabljen izraz multi-level za vse zelo debele ali visoke tipe oblakov, ki vključuje nimbostratuse v izogib konotaciji 'navpičen' s samo konvektivnim rodom oblike kumulo.  Alternativno, nekatere klasifikacije ne prepoznavajo oznake navpična družina in vključujejo vse navpične konvektivne tipe oblike kumulo in kumulonimbo v družino nizkih oblakov.
Nimbostratusi in nekateri kumulusi v tej družini običajno dosežejo razmeroma skromno navpično razširitev. Kakorkoli, z dovolj veliko nestabilnostjo zračne mase lahko navzgor rastoči oblaki oblike kumulo zrastejo zelo visoko. Čeprav se tipi rodov z navpično širitvijo pogosto uvrščajo v samostojno družino, Mednarodna organizacija civilnega letalstva (International Civil Aviation Organization (ICAO)) nadaljnje razlikuje visoko rastoče oblake kot ločeno skupino ali podskupino z izrecno določitvijo, da morajo biti ti zelo veliki tipi oblike kumulo in kumulonimbo identificirani z njihovimi standardnimi imeni ali kraticami v vseh letalskih opazovanjih (METARS) in napovedih (TAFS) zaradi opozarjanja pilotov na možne skrajne vremenske razmere in turbulence.

## Kaotično nebo
Čeprav so oblaki razdeljeni v 10 rodov z različnimi oblikami, da jih lažje razlikujemo, so tako izrazite oblike oblakov redke. Oblaki so svojevrstne tvorbe, ki se ne drže vedno dodeljenih višin in tudi nimajo značilnih oblik, kakršnih bi si želel opazovalec. Vremenoslovci pravijo razmršenemu nebu kaotično nebo.